# Caz y Cubo del Molino de Araoz
El Caz y Cubo del molino de Araoz es un caz ubicado en el municipio almeriense de Gádor, en España. Su función era la de recoger el agua que manaba de la fuente de Araoz por una galería en la montaña contigua para su posterior suministro a los campos del valle del Andarax.

## Descripción
Este es el conjunto de caz y cubo de mayor envergadura de la provincia de Almería, al contar con una altura de 13 metros desde el molino y nueve metros y medio desde la base en la montaña. Además, tiene una longitud de 29 metros desde la base hasta el partidor, y un diámetro exterior en el cubo de 2,9 m. Todo el muro cuenta con una anchura de 95 centímetros, y su altura va disminuyendo conforme avanza hacia la entrada del agua.
El muro cuenta con dos hileras de arcos. La más superior tiene once arcos con una base de 150 centímetros y 70 centímetros de altura, estando separados 80 cm entre ellos. La hilera inferior tiene solamente siete huecos, cuyo tamaño va progresivamente disminuyendo conforme se van acercando a la montaña, desde los 130 cm de base y 210 cm de alto del más grande. El muro está cubierto por una capa de mortero fino de color similar a la tierra que lo rodea y que se mantiene en buenas condiciones.
La entrada al caz es a través de una galería excavada en la montaña desde la cercana fuente de Araoz, mientras que la salida es a través de un partidor ubicado en la base que desviaba el agua por una acequia hacia los regadíos del bajo Andarax.

## Protección
El Caz de Araoz se encuentra inscrito en el Catálogo General del Instituto Andaluz del Patrimonio Histórico desde el 5 de junio de 2015.